# 国際秘密警察 虎の牙
『国際秘密警察 虎の牙』 （こくさいひみつけいさつ とらのきば）は、福田純監督の1964年の日本のスパイ映画。「国際秘密警察シリーズ」の第2作。

## ストーリー
アラバンダ共和国の産業省次官・クリマがアラバンダのダム建設資材購入のため、日本へとやってきた。セールスマンと称しクリマと接見した北見は、彼のボディガードを務める。しかし、ダム工事とは関係のない工業用ボンべを大量に買い付けられたことを知った北見は、クリマが彼女の秘書・梨江の父親を密かに監禁し、脅迫して毒ガスを作らせていることを察知する。クリマはその毒ガスをボンベに詰めてアラバンダに送り、内乱を起こそうと企んでいた。その頃クリマも、北見の素性を密かに調査し、彼が国際秘密警察員であることを知る。

## キャスト
- 北見次郎  : 三橋達也[1]
- 明石梨江：白川由美[1]
- クリマ：中丸忠雄[1]
- サバト：黒部進[1]
- 松下令子：水野久美[1]
- 佐久間：久保明[1]
- 明石（梨江の父）：藤田進
- ズンバ大佐：大木正司[1]
- ガジャル：伊吹徹[1]
- 大牟田：中村哲[1]
- 赤木：草川直也[1]
- 須藤：伊藤久哉[1]
- ベランコ：ハンス・ホルネフ[1]
- ヘンリー : ハロルド・コンウェイ[1]
- 指令者  : エド・キーン
- その手下：桐野洋雄、若松明
- 武田：佐田豊[1]
- 隣家の主婦：千石規子[1]
- 修理工：広瀬正一
- 産業大臣 : 大友伸[2]
- 産業大臣秘書官 : 宇野晃司[2]

※ノンクレジット
- 三浦敏男
- 向井淳一郎
- 野村浩三
- 池田生二
- 橘正晃
- 高木弘
- 岡豊
- 上村幸之
- 大前亘
- 伊藤実
- 緒方燐作
- 西條竜介
- 渋谷英男

## スタッフ
以下のスタッフ名は東宝に従った。
- 製作 : 田中友幸, 森田信
- 脚本 : 安藤日出男
- 監督 : 福田純
- 撮影 : 内海正治
- 音楽 : 石井歓
- 照明 : 金子光男
- 録音 : 斎藤昭
- スチル : 岩井隆志